# Invidia virtutis comes
 Invidia virtutis comes  лат. (изговор: инвидија виртутис комес). Завист прати врлину. (Корнелије Непот)

## Поријекло изреке
По неким изворима ову мисао је ирекао Корнелије Непот (лат. Cornelius Nepos), римски полиограф и енциклопедиста, савременик и пријатељ Цицеронов, Атиков и Катулов.(први вијек старе ере)

## Изреци претходи
Gloriae et virtutis invidia est comes  лат. (изговор: глорије ет виртутис инвидија ест комес). Завист је пратилац славе и врлине. Завист настоји да уништи врлину и заслуге туђе. 

## Значење
Врлина, слава и завист су у најдиректној вези. Врлини и слави се завиди. Тако завист-деструкција постаје један од доказа врлини и вриједности.